# San Román de Retorta
Retorta (llamada oficialmente San Romao da Retorta) es una parroquia española del municipio de Guntín, en la provincia de Lugo, Galicia.

## Otras denominaciones
La parroquia también es conocida por los nombres de San Román y San Román de Retorta.

## Organización territorial
La parroquia está formada por nueve entidades de población, constando siete de ellas en el nomenclátor del Instituto Nacional de Estadística español:
- Goyán (Goián)
- O Rebordelo de Abaixo
- Perros
- Rebordelo (O Rebordelo de Arriba)
- San Román (San Romao)
- Tralapina
- Vilarreal
- Xanaz
- Xuriz (O Xuriz)

## Demografía
| Gráfica de evolución demográfica de Retorta entre 2000 y 2020 |
|                                                               |
| Datos según el nomenclátor publicado por el INE.              |